# Lecane ivli
Lecane ivli är en hjuldjursart som först beskrevs av Wiszniewski 1935.  Lecane ivli ingår i släktet Lecane och familjen Lecanidae. Inga underarter finns listade i Catalogue of Life.